# Daron Acemoglu
Kamer Daron Acemoğlu (udtales: /ˈadʒemoːlu/) (født 3 september 1967 i Istanbul i Tyrkiet) er en økonom af armensk oprindelse med tyrkisk og amerikansk statsborgerskab.
Daron Acemoğlu er professor i økonomi ved Massachusetts Institute of Technology (MIT). Han modtog John Bates Clark-medaljen i 2005 og Nobelprisen i økonomi i 2024 sammen med Simon Johnson og James Robinson. Han er en af de 10 mest citerede økonomer  i verden ifølge IDEAS/RePEc.

## Levnedsløb
Acemoğlu fødtes i Istanbul i en armensk familie. Han blev student i 1986 fra Galatasaray Lisesi i Istanbul. Han tog en bachelor-eksamen fra York University, Storbritannien og senere en mastergrad i økonometri og matematisk økonomi ved London School of Economics (LSE), hvor han også forsvarede sin ph.d.-grad i 1992. Han var lektor i økonomi på LSE fra 1992 til 1993. 1993 flyttede han sin forskning til MIT i Boston, USA. Han forfremmedes til professor 2000 og fik titlen "Charles P. Kindleberger professor" i anvendt økonomi 2004. Han er også knyttet til forskningsprogrammet for økonomisk vækst ved Canadian Institute of Advanced Research. Desuden er han knyttet til National Bureau of Economic Research (USA), Center for Economic Performance (USA) og Centre for Economic Policy Research (UK).
Acemoğlus fremmeste interesser er politisk økonomi, økonomisk udvikling, økonomisk vækst, teknologiens rolle i økonomien, indkomst og lønforskelle, humankapital og erhvervsuddannelse samt arbejdsmarkedsøkonomi. En del af hans arbejde har koncentreret sig om den rolle, som institutionerne har i økonomisk udvikling og politisk økonomi.